# 阮玉禮
阮玉禮（1918年—1972年），前越南共和國軍隊步兵將領，軍銜中將。他原是法國遠征軍的一名士官。後來得以進入法國軍官軍事學校進修。由於他的戰績，他在法蘭西聯盟軍隊和越南國軍服役期間迅速得以晉升。轉入越南共和國軍後，他於1955年晉升爲少將，成爲他是吳廷琰總統的第一共和國時期爲數不多晉升爲將軍的軍官之一。他曾擔任越南共和國內政安全與國家情報部門的負責人和一個軍和戰術區的指揮官。

## 早年經歷
1918年阮玉禮出生於越南中部廣南省濰川的一個中等家庭。1936年畢業於廣南省的第一級中學，獲得成終文憑。

## 軍事生涯

### 法軍
1937年初，他加入法國在印度支那半島的遠征軍，就讀於順化安舊的士官學校。該校的開設旨在培養爲法國軍隊的法屬印度支那、遠征軍和殖民地各部隊單位服務的土著士官和軍官。四個月後，他以中士軍銜畢業。1940年，他晉升爲上士，擔任廣平麗水的美德哨所（đồn Mỹ Đức）所長。
1942年，鑑於反擊進攻美德哨所的越盟軍隊的戰績，阮玉禮被提升爲准尉，在一個獨立的輕軍連中擔任排長。1944年，他被提升爲現役少尉。1948年，晉升爲中尉，擔任該連連長。

### 法蘭西聯盟軍隊
1948年初，阮玉禮轉入法蘭西聯盟軍隊服役，晉升爲上尉，並被任命爲越兵團總司令。越兵團於1947年初在由法蘭西聯盟軍隊在承天成立，前身爲中越保衛軍。同年6月，他被提升爲現役少校。1950年12月初，當越南國軍正式成立時，他被任命爲承天省平定委員會主席。1951年底，晉升爲中校。同年6月，晉升現役少校。

### 越南國軍
1952年4月，國家軍隊總參謀部成立，阮玉禮正式轉入越南國軍，並被任命爲新成立的中越第二軍區司令。1953年初，晉升爲上校。這一次，他被派往守德武科學校擔任第二期“奉事”和第三期“棟多”的期滿考試主考。年底，他將第二軍區轉交給張文昌中校。
1954年初，他遭到阮文馨將軍打壓，被送到富國小區擔任小區長（某種形式上的軟禁）。當年年中，阮文馨將軍失勢，阮玉禮回到芽莊擔任沿海分區司令。

### 越南共和國軍
1955年，阮玉禮奉命將沿海分區移交給范文董中校。4月，被任命為公安警察總監督，接替因爲屬於平川派叛亂陣營而被解職的賴文創。隨後，他被提升爲現役少將。
1956年，他奉命將公安警察總監督的職位交給范春沼上校。年底，被提升爲中將，並被任命為竹館的一號訓練中心指揮。1958年8月，奉命將光中訓練中心移交給胡文素上校。不久之後，阮玉禮被派往美國堪薩斯州萊文沃斯堡指揮參謀學院參加爲期16周的高級參謀課程。
1959年11月初，太遠了被任命為第三軍和第三戰術區司令，接替蔡光黃中將。1960年兼任退伍戰士協會（Hội Cựu chiến sĩ）執行委員會主席。1961年5月初，他將第三軍司令的職位移交給黎文嚴少將。
1963年政變中，阮玉禮強烈主張要殺死吳廷琰和吳廷瑈兄弟。儘管其他軍官不同意，吳廷琰兄弟二人最終還是被槍殺了，據信是根據楊文明的命令。
1964年10月中旬，阮玉禮被任命為西貢前線軍事法院的首席法官，審判牽涉到1964年9月13日的部隊表彰活動的以第四軍和第四戰術區司令楊文德中將爲首的13名將校級別軍官。1964年9月13日的政變，表面上是部隊表彰活動，實質上是密謀發動政變推翻阮慶，但一開始就因爲被抓捕而失敗。但是後來所有人都被無罪釋放。
1964年12月21日，阮玉禮享受了3個月的帶薪休假。1965年3月，阮玉禮因爲參軍20多年的理由被要求退伍。

## 逝世
1972年，阮玉禮在西貢病逝，享年54歲。